# Nikolaos Stratos
Nikolaos Stratos (gr. Νικόλαος Στράτος; ur. 16 maja 1872 w Lutro, zm. 28 listopada 1922 w Atenach) – grecki polityk, premier Grecji (1922).

## Życiorys
Pochodził z Etolii, był synem generała Andreasa Stratosa (1834-1915). Odbył studia prawnicze na uniwersytecie ateńskim, które ukończył w 1894. W 1902 po raz pierwszy uzyskał mandat deputowanego do parlamentu (zasiadał w parlamencie do roku 1920). W 1909 objął stanowisko ministra spraw wewnętrznych w rządzie Dimitriosa Rallisa. Od 1910 członek Partii Liberalnej, w styczniu 1911 objął stanowisko przewodniczącego parlamentu. W 1912 był ministrem marynarki.
W 1916 należał do grona założycieli Partii Narodowo-Konserwatywnej, opowiadającej się za polityką neutralności w I wojnie światowej. W tym czasie po raz pierwszy podjął się nieudanej misji utworzenia rządu. W 1922 objął urząd ministra spraw wewnętrznych, a w maju 1922 stanął na czele rządu, w którym kierował resortem spraw zagranicznych. Po kilku dniach nie uzyskał votum zaufania ze strony parlamentu i podał się do dymisji. W czasie nieudanej kampanii w Azji Mniejszej i klęski w wojnie z Turcją doszło do buntu oficerów. Stratos został aresztowany i postawiony przed trybunałem wojskowym. Trybunał Wojskowy postawił zarzut zdrady stanu Stratosowi oraz dwóm innym premierom Grecji – Dimitriosowi Gunarisowi i Protopapadakisowi, dwóm ministrom i trzem oficerom, w tym ostatniemu głównodowodzącemu armią grecką w Anatolii Jeorjosowi Chadzianestisowi. Podczas procesu Stratos był przekonany, że jego koneksje polityczne pozwolą mu uniknąć kary. 28 listopada 1922 ogłoszono wyrok - karę śmierci dla  sześciu z ośmiu podsądnych, w tym Stratosa. Wyrok wykonano jeszcze tego samego dnia.
Był żonaty (żona Maria z d. Koromilas), miał dwoje dzieci. Syn, Andreas Stratos był historykiem, a córka Dora Stratu znaną tancerką.